# Герстенгрунд
Герстенгрунд (нім. Gerstengrund) — громада в Німеччині, розташована в землі Тюрингія. Входить до складу району Вартбург.
Площа — 4,58 км2. Населення становить 67 ос. (станом на 31 грудня 2021).